# Torrelobatón

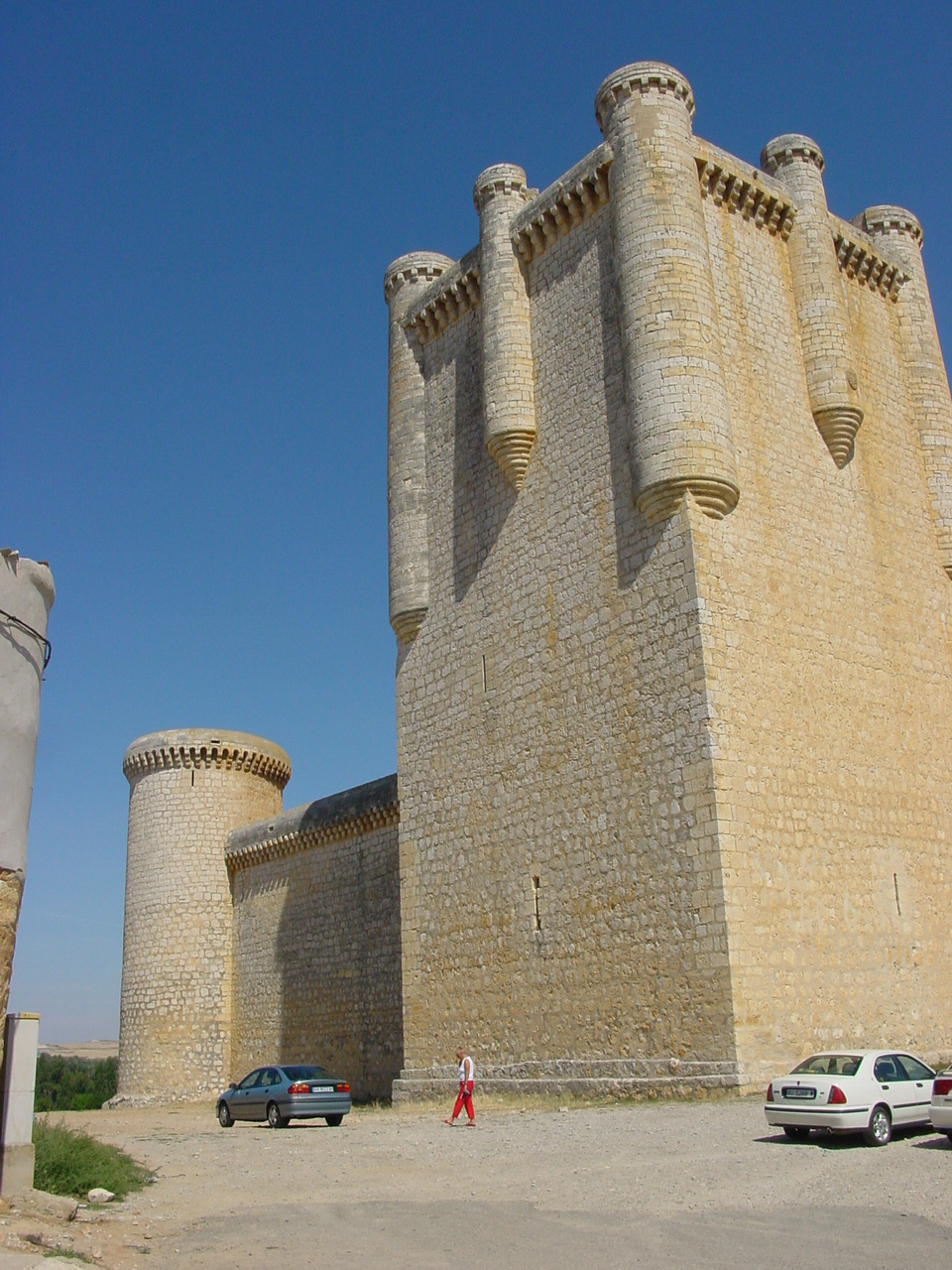
Kasteel van Torrelobatón

 Torrelobatón is een gemeente in de Spaanse provincie Valladolid in de regio Castilië en León met een oppervlakte van 66,09 km². Torrelobatón telt 436 inwoners (1 januari 2016).